# Волосатая обезьяна (пьеса)
«Волосатая обезьяна» или «Косматая обезьяна» (англ. The Hairy Ape) — экспрессионистская драма Юджина О’Нила 1922 года.

## Действующие лица
- Роберт Смит, «Янк»
- Пэдди
- Лонг
- Милдред Дуглас
- её тетя
- Второй инженер
- Охранник
- Секретарь организации

## Постановки и экранизации
- 9 марта 1922 (премьера) — Provincetown Players (Провинстаун, США); реж. Роберт Эдмонд Джоунс.
- 1926 — Камерный театр (Москва). Реж. А. И. Таиров и Л. Лукьянов, худ. В. и Г. Стенберги. В роли Милдред — Алиса Коонен.
- 1930 — Лондон. В роли Янка — Пол Робсон.
- 1944 — экранизация (United Artists) Реж. Жюль Левей (Jules Levey); в ролях -Уильям Бендикс и Сьюзен Хэйворд.
- 1987 — Реж. Петер Штайн.
- 1996 — The Wooster Group (Нью-Йорк). В роли Янка — Уиллем Дефо.
- 2006 — the Irish Repertory Theatre